# Liguori Szent Alfonz
Liguori Szent Alfonz Mária (Marianella [ma Nápoly része], 1696. szeptember 27. – Pagani, 1787. augusztus 1.) olasz katolikus teológus, egyháztanító, a redemptorista rend megalapítója, majd katolikus püspök, valamint a katolikus erkölcsteológia egyik legjelentősebb alakja.

## Élete

### Fiatalkora
Szent Alfonz a régi Alfieri nápolyi nemesi családban született, ahol nyolc testvére közül ő volt a legidősebb. Apja ellentengernagy volt a királyi hajóhadnál, és az ő kívánságára Alfonz jogot kezdett el tanulni. Tizenhét éves korában tanulmányait kiváló eredménnyel bevégezve ledoktorált polgári és egyházjogból, majd két év gyakornokság után ügyvédként kezdett el működni. Huszonhét éves korában, egy nagyon sikeres működés után elvesztette a gravinai herceg milliós értékre menő perét a toszkánai nagyherceggel szemben, amitől magába szállt, elhagyta a jogászi pályát és a papi hivatást választotta. Először az oratoriánusok közé akart lépni, de mivel ezt atyja konokul megakadályozta, világi pap lett. Teológiai tanulmányai végeztével felszentelték, majd belépett egy világi papokból álló missziós társulatba. Lelkipásztori munkájának újszerű módon állt neki, szorgalmazta a lelkipásztorok mellett álló segítő világi hívek kiképzését, az evangéliumot - a barokk akkoriban megszokott túldíszített nyelvezetével szemben - egyszerű szavakkal hirdette, valamint a bűnösöket a francia földről terjedő túlzott szigorúság (janzenizmus) helyett szeretettel és reményt keltve buzdította a megtérésre. Nápolyban és környékén így százszámra térítette meg a megrögzött bűnösöket.

### A rendalapítás
Harminchat éves korában a megfeszített munka miatt súlyos beteg lett, és egy Scala nevű kis hegyi városba ment gyógykezelésre. Itt közelről látta a pásztorok, a parasztok és a bányászok lelki elhagyatottságát, és ekkor elhatározta, hogy egy népmissziók tartására hivatott papi közösséget alapít. Így alakult meg missziós papok társulataként 1732-ben a redemptoristák rendje, azaz a Legszentebb Megváltó Kongregációja. A kezdeti nehézségek után, amit a kor egyházellenessége okozott, valamint, hogy két kezdeti társa elhagyta Alfonzot, majd ellene fordultak, a rend 1749-ben kapta meg a pápai jóváhagyást, majd amikor a rend egyik tagja, Hofbauer Szent Kelemen az Alpoktól északra fekvő országokba is elvitte a rendet, az Egyház legnagyobb újkori férfi szerzetesrendjévé fejlődött, amely mind a mai napig tevékenykedik az egész világon, főleg népmissziókban és lelkipásztorkodásban. A nők számára Alfonz egy szemlélődő rendet alapított. Ezek az apácák, akik a redemptorisszák nevet viselik, számbelileg jóval kevesebben vannak, mint a redemptoristák, de a rendjük ma is széles körben elterjedt.

### Az erkölcsteológus
Alfonzot a lelkipásztorkodás tette a katolikus teológia egyik legnagyobb moralistájává. Nem tartotta elegendőnek azt, hogy kongregációjának tagjai csupán mint népszerű szónokok misszionáljanak, hanem fontosnak tartotta, hogy az egyes emberek lelkipásztori gondozásában is, főleg a gyóntatószékben, alapos felkészültséggel dolgozzanak. Ezért nagy gondot fordított munkatársai teológiai, különösképpen pedig erkölcstani képzésére. Mivel a kor kézikönyvei nagyon hosszadalmasak voltak, viszont Alfonz nem tartotta őket elég alaposnak, úgy döntött, hogy maga ír egy erkölcstani könyvet a rend számára. Többéves munkával átdolgozta az egész erkölcstant. Ehhez nagy segítséget nyújtott jogi műveltsége, pontos fogalmazási készsége, továbbá az a sok tapasztalat, amelyre mint nagyvárosi lelkipásztor, népmisszionárius és lelkigyakorlat-vezető tett szert. A „házi használatra” szánt munkát az egyszerűség kedvéért nem kézzel másoltatta, hanem Velencében kinyomtatta. Ez nagyban hozzájárult ahhoz, hogy elterjedjen, és ezzel megalkotta az újkori erkölcsteológia klasszikus művét, a Theologia moralis-t, amely magában foglalta az előző századok lelkipásztori ismereteit is.

### Püspöksége és utolsó évei
Tiltakozása ellenére 66 éves korában XIII. Kelemen pápa kinevezte Sant’Agata de’ Goti püspökévé. Püspöksége 13 éve alatt megváltoztatta egyházmegyéjének lelki arculatát: missziót tartott minden plébánián, segítette a társadalom elesettjeit. Amikor ismételt kérésére VI. Piusz pápa 1775-ben fölmentette püspöki tisztéből, mint általános főnök visszatért rendjébe.
Utolsó 17 évében nyaka annyira megmerevedett, hogy a fejét nem tudta fölemelni, de humorát haláláig megőrizte. Rendtársai között halt meg a campaniai Noccra del Paganiban, 1787. augusztus 1-jén.
XVI. Gergely pápa 1839-ben a szentek, IX. Piusz pápa 1871-ben az egyháztanítók sorába iktatta.
Attribútumai: kereszt, könyv, monstrancia, rózsafüzér. A gyóntató papok és morálteológusok, a keresztény erkölcs és a katonák védőszentje. Ünnepe: augusztus 2.

## Teológiája és művei
A felvilágosodás liberalizmusa és a janzenizmus ellen Alfonz több aszketikai, dogmatikai és morális írást tett közzé. Az erkölcstani irodalom egyik legjelentősebb művelője lett. 111 könyve, amelyet számos idegen nyelvre lefordítottak, csak 1933-ig 17125 kiadást ért meg.
A kor terjedő ateizmusáért döntően a deizmust tette felelőssé, teoretikus munkáiban pedig a racionalista kételkedés ellenében a hit igazságáról és intellektuális megalapozhatóságáról értekezett. Életművének fő célja a korszerű papi eszmény, a helyes gyóntatói és lelkivezetői gyakorlat meghatározása volt: Homo ecclesiasticus című munkája az eszményi lelkipásztor alakját írta körül, gyakorlati kézikönyvei, gyóntatási útmutatói pedig ugyanezt a célt szolgálták. Ezekből a törekvéseiből nőtt ki Theologia moralis című alapvető szintézise, amely formailag kommentár volt Hermann Busenbaum morális összefoglalásához, az idők során azonban önálló kézikönyvvé terebélyesedett.
A 18. század nagy erkölcstani vitájában (probabilizmus versus tutiorizmus), amelyben a kérdés az volt, hogy az ember milyen körülmények között dönthet a törvény ellen: ha a törvény kötelező erejét kétségbevonó vélemény biztos és komoly alapokon nyugszik (tutiorizmus); vagy akkor is, ha a törvény kötelező ereje ellen csak igen csekély érvek szólnak (laxizmus, illetve mérsékeltebb formában a probabilizmus). Alfonz a józan középút keresésével (aequiprobabilizmus) a legnagyobb moralisták közé emelkedett. A lelkipásztori munka elvi megalapozása, különösen pedig a bűnbánat és bűnbocsánat teológiája tekintetében nézetei a 20. században meghatározóak voltak.
Az olasz irodalomtörténet is számon tartja Alfonz püspököt mint az olasz keresztény himnuszköltészet egyik művelőjét, valamint mint népdalköltőt. Vallásos tartalmú szövegeket írt népdalokra, illetve szerzett ilyeneket; közülük néhány ma is ismert.

### Főművei
- Practica del confessore. Venetiis, 1748
- Istruzione… Uo., 1757
- Theologia moralis. Uo., 1763
- Homo Apostolicus. Tom. 1-3. Bassani, Venetiis, 1770

### Magyarul megjelent művei
- Liguori sz. Mária-Alphons látogatásai a legméltóságosabb Oltári-Szentség-, és Boldogságos Szűznél, a hónap minden napjaira; Hugues után, németből ford. Heimlich Ferdinánd; Szt-István Társulat, Pest, 1858
- Kálvária járás vagyis szent keresztút. Pest, 1861
- Vezérkönyv az Oltáriszentség látogatásáról. Ford. Nogáll János. Pest, 1867 (5. kiad. Bécs, 1885; 19. kiad. Bp., 1938)
- Az üdvösség útja; ford. Varga Mihály; Sebők Béla Kny., Cegléd, 1896
- Szentséglátogatók könyve. Bp., 1902
- Jézus Krisztus keserves kínszenvedése és halála. A 4. evangélium nyomán. Uo., 1903
- A krisztusi lélek. Átd. Nagy Imre Leó. Uo., 1913
- Mentsd meg a lelkedet. Kiskunmajsa, 1913
- A Jézus Krisztus iránt való szeretet gyakorlása. Ford. Dombi Márk. Bp., 1922 Letölthető
- Megegyezés Isten akaratával. Ford. Dombi Márk. Uo., 1924. (Korda Rt. 1941) Letölthető
- Az örök igazságok. Elmélkedések a hét minden napjára. Ford. Dombi Márk. Uo., 1924
- Szűz Mária dicsősége. Kalocsa, 1924 Letölthető
- A boldogságos Szűz Mária erényei; Szalézi Művek, Rákospalota, 1930 (A lelkiélet kis könyvei)
- Gondolatkincsek Liguori Szent Alfonz műveiből; Szalézi Művek, Bp., 1946 (A lelkiélet kis könyvei)
- Szentséglátogatások és Mária-köszöntők a hónap minden napján; ford. Diós István; Szt. István Társulat, Bp. 2004